# John Wick
John Wick è un film del 2014 diretto da Chad Stahelski.
La pellicola, scritta da Derek Kolstad, è il primo capitolo dell'omonimo franchise con protagonista Keanu Reeves, a cui fanno seguito tre film diretti sempre dallo stesso regista: John Wick - Capitolo 2 (2017), John Wick 3 - Parabellum (2019) e John Wick 4 (2023).
Il film divenne fin da subito un cult del genere action, in modo da garantire la creazione di un franchise basato sul personaggio di John Wick e sul suo universo cinematografico.

## Trama
John Wick è un ex assassino; da circa cinque anni si è ritirato per vivere con la moglie, che però muore di un male inguaribile. Poco tempo dopo il funerale riceve inaspettatamente una cagnolina, comprata dalla donna per lui, alla quale si affeziona profondamente. Un giorno, mentre è fermo a fare rifornimento, la sua Ford Mustang Mach 1 del 1969, viene notata da un ragazzo russo che si propone di comprarla ricevendo però dall'ex killer un netto rifiuto. La stessa notte, però, il giovane e i suoi compari si intrufolano in casa di John, lo picchiano brutalmente e gli rubano l'auto dopo aver ucciso la sua amata cagnolina.
Wick ripresosi si reca dal suo amico Aurelio, un trafficante d'auto a cui il criminale russo si era inutilmente rivolto per rendere la macchina non rintracciabile. Lì John scopre che ad aggredirlo è stato Yosef Tarasov, il figlio di Viggo, principale boss della città. Quest'ultimo, che lo conosce personalmente e a cui deve la propria posizione (anni addietro John aveva sterminato per lui tutti i clan rivali come ultimo lavoro prima di ritirarsi) è conscio, vista l'abilità del killer, che suo figlio è condannato perché sa perfettamente che Wick si vendicherà; dopo aver colpito suo figlio con un paio di pugni e avergli spiegato chi sia quell'uomo, noto nell'ambiente come "Baba Jaga" (erroneamente tradotto come l'Uomo Nero) per il terrore che incute, gli telefona tentando di dissuaderlo dal vendicarsi ma John è irremovibile e Viggo invia dunque una dozzina di uomini a casa sua per ucciderlo, ma Wick ha facilmente la meglio su di loro. Il boss, visto il precipitare della situazione decide allora di mettere sulla sua testa una taglia da due milioni di dollari e al contempo fa nascondere Yosef in un luogo sicuro.
Lasciata la propria abitazione per non essere un bersaglio facile, John si trasferisce al Continental, un lussuoso hotel frequentato esclusivamente da assassini, una zona franca in cui vige la ferrea regola della non violenza all'interno della struttura; l'unica forma di pagamento consentita per poter accedere ai servizi dell'albergo, diretto da Winston, un vecchio amico di John, è una particolare moneta d'oro che circola solo tra i sicari di un certo livello. Dopo aver speso una cospicua quantità di monete d'oro per un nuovo equipaggiamento, Wick inizia a cercare Yosef, il quale continua a sottovalutare la minaccia del killer, che riesce quasi a uccidere il ragazzo nella discoteca Red Circle. Nel frattempo, Viggo si rivolge a Marcus, un rinomato sicario e amico stretto di John, proponendogli di ucciderlo in cambio di una forte somma. Nel frattempo Yosef si rende conto che quasi tutti i suoi amici nonché guardie del corpo sono stati massacrati, e si rende conto del pericolo in cui si trova.
Mentre Wick sta riposando in albergo dopo essersi fatto curare una ferita, Marcus, che invece vuole proteggerlo, spara con il proprio fucile di precisione, mancandolo volutamente di pochi centimetri, per metterlo in guardia dall'attacco di Perkins, una giovane killer che entra nella stanza e tenta selvaggiamente di ucciderlo per riscuotere la taglia di Viggo, raddoppiata se fossero state infrante le regole del Continental; John però, esperto di combattimento corpo a corpo, riesce, non senza difficoltà, a immobilizzare la ragazza. Dopo averla interrogata ottiene l'indirizzo del caveau di Viggo, che si trova sul retro di una chiesa ortodossa: in questo luogo il boss conserva sia ingenti quantità di denaro e quadri preziosi, sia informazioni segrete di cui si serve per controllare i potenti della città. Lasciata Perkins nelle mani di Harry, un suo collega che alloggia ugualmente al Continental, John si reca alla chiesa e distrugge il caveau; successivamente, al termine di un conflitto a fuoco, viene però catturato. Viggo, furioso perché le informazioni conservate nel caveau erano inestimabili per mantenere il proprio potere, si confronta personalmente con John e stigmatizza la sproporzione tra il torto commesso dal figlio e la reazione avuta dall'ex killer. John gli chiarisce che la cagnolina era l'unico tramite per mantenere vivo il ricordo della moglie. Uccidendola Yosef gli aveva tolto tutto ciò che gli era rimasto di lei. Due sicari di Viggo si apprestano a uccidere Wick, ma riesce a sopravvivere grazie all'aiuto di Marcus, che spara a uno dei due. John strangola l'altro con le manette e minaccia il boss estorcendogli, in cambio della sua vita e dell'impegno a cancellare la taglia, la posizione del figlio. Trova così il nascondiglio dove Yosef è sorvegliato da un nutrito gruppo di uomini armati e, dopo aver fatto una strage, elimina il ragazzo. John considera conclusa la faccenda, ma Perkins, liberatasi, uccide Harry e informa Viggo che Marcus ha aiutato Wick. Il boss, infuriato per la morte del figlio e per il tradimento di Marcus, lo uccide per ritorsione riaprendo lo scontro con il killer. Perkins, tornata al Continental, viene eliminata, per aver infranto le regole dell'albergo, dagli uomini di Winston che poi fa capire a John dove si trovi Viggo. Wick lo raggiunge, sterminando i suoi uomini e uccidendolo poi in un duello finale.
John, infine, introdottosi in una clinica veterinaria dove prende del materiale sanitario per curarsi le ferite, libera un cane che era stato indicato dalle autorità da sopprimere, dandogli una seconda vita insieme a lui.

## Produzione

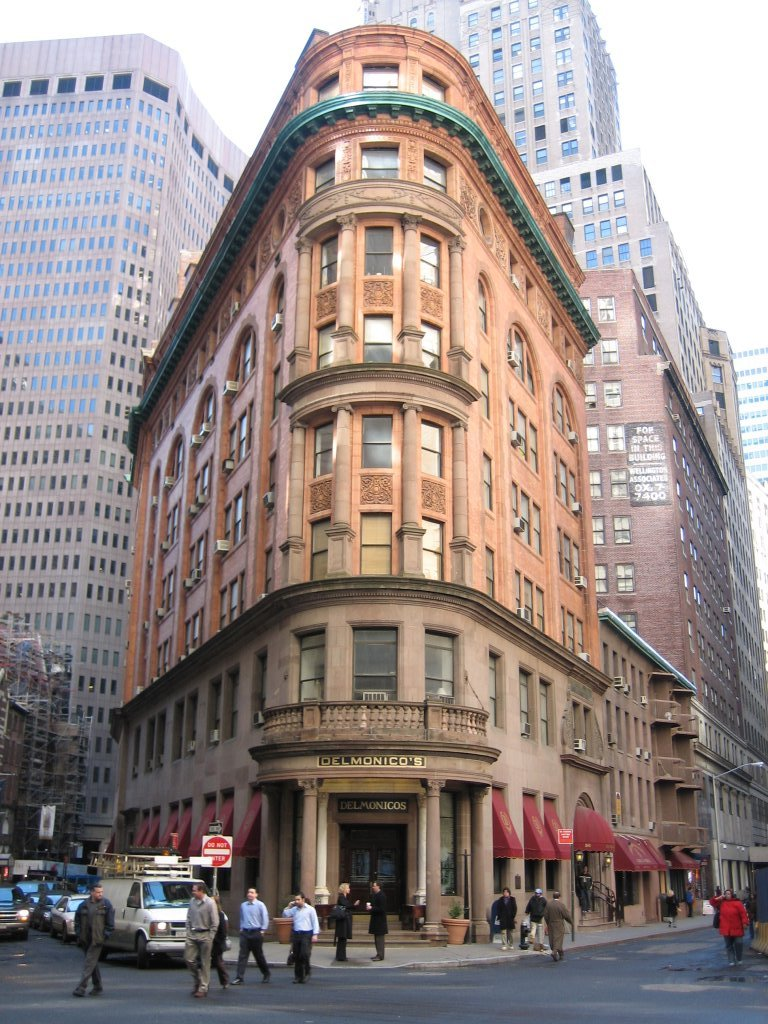
L'edificio del Delmonico's, a Manhattan, utilizzati per le scene esterne del finto 'Hotel Continental'

### Influenze
Il regista Chad Stahelski per il film ha affermato di essersi ispirato a film come Il buono, il brutto e il cattivo (1966), che il regista ha detto di amare soprattutto per la performance di Clint Eastwood, I senza nome (1970) e The Killer (1989).
Per la scrittura della sceneggiatura, invece, Derek Kolstad ha affermato che sia Alistair MacLean sia Stephen King sono stati i suoi più grandi punti di riferimento, anche per la creazione dello stesso soggetto: "MacLean potrebbe costruire un mondo e King potrebbe sorprenderti; è per questo che il personaggio di John Wick è piaciuto così tanto!".
In più Stahelski e il produttore Leitch hanno tratto anche spunto dal cinema anni 1960 e 1970, e perciò dagli stili di Sergio Leone, Akira Kurosawa, Steve McQueen, Lee Marvin, William Friedkin e Sam Peckinpah.

### Riprese
Le riprese principali, che sarebbero dovute iniziare il 25 settembre 2014, con una fine prevista per il 5 dicembre dello stesso anno, sono iniziate in realtà quasi un anno prima, il 14 ottobre 2013, a Mill Neck, nello Stato di New York, per poi procedere nell'agglomerato di New York.
I luoghi delle riprese hanno incluso il distretto di Brooklyn, la Fifth Avenue, l'edificio del ristorante Delmonico's (utilizzato per gli esterni dell'immaginario 'hotel Continental'), il Tribeca e l'Upper West Side, a Manhattan.
Infine, dopo la fine delle riprese principali, avvenuta il 20 dicembre 2013, la post-produzione si è invece svolta a partire dal 10 gennaio 2014.

## Colonna sonora
La colonna sonora del film è stata composta dai musicisti Tyler Bates e Joel J. Richard, con l'aggiunta di alcuni brani di artisti come Marilyn Manson e i Pet Shop Boys. L'album della colonna sonora, è stato pubblicato in digitale il 21 ottobre 2014.

## Distribuzione
Il film è uscito nelle sale cinematografiche statunitensi il 24 ottobre 2014, mentre in Italia è stato distribuito a partire dal 22 gennaio 2015.

## Accoglienza

### Incassi
A fronte di un budget di 20 milioni di dollari, il film ha incassato 43037835 $ in Nord America e 43044015 $ nel resto del mondo, per un totale di 86081850 $.

### Critica
Sull'aggregatore di recensioni Rotten Tomatoes il film ha un indice di gradimento dell'86% basato su 225 recensioni, con un voto medio di 7 su 10. Su Metacritic ottiene un punteggio di 68 su 100 basato su 39 recensioni. Su CinemaScore il pubblico intervistato ha assegnato al film un voto "B", su una scala da A+ a F.
Per la Rolling Stone, Peter Travers a proposito del film ha scritto: "John Wick è un film divertente e feroce, qualità di cui alcuni di noi non sono mai sazi", elogiando le interpretazioni di Keanu Reeves e Willem Dafoe. Anche Richard Corliss, dal Time, ha apprezzato il film: "I film d'azione parlano di movimento, e John Wick persegue questo obiettivo con una verve spietata!"; così come Entertainment Weekly ha assegnato al film una valutazione "A-" e ha definito la sceneggiatura di Derek Kolstad "un'impresa ricca ed elegante, che costruisce un mondo avvincente".
Per Variety, Peter Debruge ha elogiato molto il film: "Tornato in modalità 'eroe d'azione', Keanu Reeves ritorna dei panni di Matrix per offrirci un thriller di vendetta brillante e soddisfacente; anche Stephanie Zacharek del The Village Voice ha parlato molto bene del progetto, scrivendo "Reeves è meraviglioso, sia in fisicità sia in determinazione: si muove con la grazia di uno spavaldo della cara vecchia scuola!"
Nella recensione del New York Times, si può leggere che il film: "Contiene poche ambizioni oltre a quelle solite sequenze d'azione, e in più la mancanza di sostanza può diventare presto problematica per chi guarda", ma anche l'elogio per le performance di Dafoe e John Leguizamo, così come per la regia di Stahelski e la fotografia di Jonathan Sela.
Peter Bradshaw, per The Guardian, ha assegnato al film soltanto 2 stelle su 5, criticando: "Lo stile impassibile e semi-deliberato di Reeves funziona davvero solo in giustapposizione con dialoghi divertenti - e questo è un film piuttosto privo di umorismo e violento - che continua a macinare e a macinare con sempre più SUV neri che vengono distrutti".
Da The Mercury News, Ealasaid Haas ha descritto il film "deludente e standard"; e infine, su The Globe and Mail, John Semley ha scritto "John Wick, il nuovo nome nel cinema d'azione scadente!", assegnandogli perciò 2 stelle su 4.

## Altri media
Il 7 agosto 2015, la Lionsgate e Starbreeze Studios hanno annunciato l'imminente sviluppo di uno sparatutto in prima persona in realtà virtuale, basato sul film e adatto per HTC Vive.
Il gioco è uscito il 9 febbraio 2017 con il nome John Wick Chronicles, ricevendo però un giudizio mediocre da parte della critica specializzata. In più, la skin del personaggio "The Reaper" in Fortnite Battle Royale veniva spesso chiamata John Wick: così, da allora è stata uscita una skin ufficiale di John Wick.
Starbreeze Studios ha anche ottenuto dalla Lionsgate il permesso di usare John Wick come personaggio giocabile nel videogioco Payday 2; il DLC comprende il personaggio John Wick, due heist (crimini da compiere), diverse armi con modifiche da acquistare e alcune maschere per i personaggi.
Un altro videogioco, chiamato John Wick Hex, è stato distribuito nel 2019 ed è stato relativamente ben accolto, con una valutazione dell'80% sulla rivista PC Gamer.

## Sequel e Prequel/Spin-off

### Sequel
Nel maggio 2015 la Lionsgate, attraverso un comunicato, annuncia il sequel del film, che vedrà ancora protagonista Keanu Reeves, mentre riprenderanno i loro ruoli i registi David Leitch e Chad Stahelski e lo sceneggiatore Derek Kolstad. Nell'ottobre 2015 viene annunciato il ritorno di Ian McShane nel sequel e l'antagonista principale sarà Common.
Il 18 febbraio 2016 la Lionsgate fissa la data di uscita del sequel al 10 febbraio 2017 e annuncia anche il titolo, John Wick - Capitolo 2 (John Wick: Chapter 2); ufficiali i ritorni degli attori John Leguizamo, Lance Reddick, Thomas Sadoski e Bridget Moynahan, già presenti nel primo capitolo, mentre il cast si arricchisce delle presenze di Laurence Fishburne, Franco Nero, Ruby Rose, Riccardo Scamarcio e Peter Stormare.
Nel dicembre 2016 viene annunciato un partenariato tra Lionsgate Entertainment e Dynamite per la realizzazione nel 2017 di una serie a fumetti sul personaggio di John Wick.
Un terzo episodio della saga, con il titolo John Wick 3 - Parabellum, è quindi uscito nel 2019. Il protagonista è sempre interpretato da Keanu Reeves e la regia è ancora di Chad Stahelski. Ritornano nel cast Ian McShane, Lance Reddick e Laurence Fishburne, e si aggiungono Mark Dacascos, Anjelica Huston, Halle Berry e Jerome Flynn.
Il 24 marzo 2023 è uscito il quarto capitolo, John Wick 4. Il film era originariamente previsto per il 21 maggio 2021, ma è stato rimandato a causa della pandemia di COVID-19, prima al 27 maggio 2022, poi al 24 marzo 2023. Sono confermati nel cast Ian McShane, Lance Reddick e Laurence Fishburne, e vengono aggiunti Hiroyuki Sanada, Donnie Yen, Clancy Brown, Shamier Anderson, Bill Skarsgård, Rina Sawayama, Scott Adkins e Marko Zaror.

### Prequel/Spin-off
Nel settembre 2023 arriva la serie prequel The Continental: Dal mondo di John Wick. É composta di tre puntate che mostrano un giovane Winston Scott durante la sua ascesa al potere nella New York degli anni 70, che culminerà nella carica di direttore del Continental.